# Petr Bříza
Petr Bříza (ur. 9 grudnia 1964 w Pradze) – czeski hokeista grający na pozycji bramkarza, reprezentant Czechosłowacji, potem Czech, olimpijczyk, menedżer i działacz hokejowy oraz polityk. Obecnie właściciel klubu Sparty Praga oraz członek Rady IIHF.

## Kariera
Petr Bříza karierę rozpoczął w 1981 roku w klubie I ligi czechosłowackiej – Slavii Praga, w którym występował do 1983 roku. Następnie przeniósł się do klubu ekstraligi czechosłowackiej – Motoru Czeskie Budziejowice, w którym w latach 1983–1985 rozegrał 35 meczów ligowych. Potem został zawodnikiem Dukly Jihlava, w której w latach 1985–1987 dwukrotnie zdobył wicemistrzostwo Czechosłowacji (1986, 1987) oraz rozegrał 64 mecze w fazie zasadniczej, a także rozegrał 9 meczów w fazie play-off ekstraligi czechosłowackiej, po czym wrócił do Motoru Czeskie Budziejowice, w którym w latach 1987–1989 rozegrał 88 meczów ligowych w fazie zasadniczej ekstraligi czechosłowackiej.
Potem podpisał kontrakt ze Spartą Praga, w barwach której w sezonie 1989/1990 zdobył mistrzostwo Czechosłowacji oraz został wybranym hokeistą fazy play-off ekstraligi czechosłowackiej rozgrywek, a w sezonie 1990/1991 został wybrany do Drużyny Gwiazd tych rozgrywek. Łącznie w latach 1989–1991 w barwach praskiego klubu rozegrał 85 meczów ligowych w fazie zasadniczej ekstraligi czechosłowackiej.
Po sezonie 1990/1991 zdecydował się na wyjazd do Finlandii w celu podpisania kontraktu z klubem SM-liigi – Rauman Lukko. Już w swoim pierwszym sezonie w tym klubie, mimo porażki w rywalizacji w ćwierćfinale fazy play-off z Porin Ässät 0:2 (1:4, 0:4) zdobył Trofeum Urpo Ylönena przeznaczone dla najlepszego bramkarza SM-liigi. Po sezonie 1992/1993 oraz rozegraniu 91 meczów w fazie zasadniczej oraz 5 meczów w fazie play-off SM-liigi Petr Bříza odszedł z klubu.
Po dwuletnim pobycie w Finlandii przeniósł się do klubu Bundesligi niemieckiej – EV Landshut. W sezonie 1994/1995 – pierwszym sezonie nowo utworzonej ligi DEL EV Landshut zdobył wicemistrzostwo Niemiec. W bawarskim klubie, w którym występował do 1999 roku, rozegrał 257 meczów w fazie zasadniczej (44 – Bundesliga, 213 – DEL) oraz 49 meczów w fazie play-off (7 – Bundesliga, 42 – DEL) w niemieckich rozgrywkach ligowych.
W 1999 roku po 8 latach występów za granicą wrócił do Sparty Praga, z którym osiągał sukcesy w rozgrywkach krajowych i międzynarodowych: trzykrotnie mistrzostwo Czech (2000, 2002, 2006), wicemistrzostwo Czech (2001), dwukrotnie brązowy medal mistrzostw Czech (2003, 2004), finał Europejskiej Hokejowej Ligi 2000, finał Pucharu Spenglera 2004 oraz triumf w rozgrywkach Tipsport Hockey Cup 2001, a także sukcesy indywidualne: dwukrotny hokeista sezonu czeskiej ekstraligi (2002, 2006), dwukrotnie najlepszy bramkarz (2000, 2006), hokeista fazy play-off (2000, 2006), dwukrotnie najniższa średnia wpuszczonych bramek na mecz (2000, 2002), czterokrotnie najniższa średnia wpuszczonych bramek na mecz w fazie play-off (2000, 2002, 2003, 2006), najwyższy wskaźnik skutecznych interwencji (2002), trzykrotnie najwyższy wskaźnik skutecznych interwencji w fazie play-off (2000, 2003, 2006), dwukrotnie Interwencja sezonu ekstraligi czeskiej (2000, 2002), a także został wybrany do Drużyny Gwiazd Europejskiej Hokejowej Ligi 2000. Petr Bříza karierę zakończył po sezonie 2005/2006 w wieku 41 lat po rozegraniu 588 meczów w fazie zasadniczej (272 – Ekstraliga czechosłowacka, 316 – Ekstraliga czeska) oraz 89 meczów w fazie play-off (9 – Ekstraliga czechosłowacka, 80 – Ekstraliga czeska) w rodzimych rozgrywkach ligowych.

## Kariera reprezentacyjna
Petr Bříza wystąpił w reprezentacji Czechosłowacji U-20 podczas Mistrzostwa Świata Juniorów 1984 w Szwecji, na których rozgrywając 4 mecze zdobył ze swoją drużyną brązowy medal.
W seniorskiej reprezentacji Czechosłowacji w latach 1986–1992 rozegrał 73 mecze, także brał udział w czterech turniejach o mistrzostwo świata: (1987, 1989 – brązowy medal (rezerwowy), 1990 – brązowy medal, 1991 – 6. miejsce, 1992 – brązowy medal), w dwóch turniejach olimpijskich (Calgary 1988 – 6. Miejsce (rezerwowy), Albertville 1992 – brązowy medal) oraz w Canada Cup 1987, na którym Petr Bříza był bramkarzem rezerwowym, ajego zespół odpadł w półfinale po porażce z reprezentacją Kanady 5:3.
Po rozpadzie Czechosłowacji w 1993 roku Petr Bříza rozpoczął występy w reprezentacji Czech w której w latach 1993–2003 rozegrał 43 mecze oraz brał udział w czterech turniejach o mistrzostwo świata: (1987, 1993 – brązowy medal, 1994 – 7. miejsce, 1995 – 4. miejsce), na igrzyskach olimpijskich 1994 w Lillehammer – 5. miejsce oraz w dwóch edycjach Pucharu Świata (1996 – faza grupowa, 2004 – brązowy medal, na których Petr Bříza był rezerwowym.

## Sukcesy
Dukla Jihlava
- Wicemistrzostwo Czechosłowacji: 1986, 1987

Sparta Praga
- Mistrzostwo Czechosłowacji: 1990
- Mistrzostwo Czech: 2000, 2002, 2006
- Wicemistrzostwo Czech: 2001
- Brązowy medal mistrzostw Czech: 2003, 2004
- Finał Europejskiej Hokejowej Ligi: 2000
- Finał Pucharu Spenglera: 2004
- Tipsport Hockey Cup: 2001

EV Landshut
- Wicemistrzostwo Niemiec: 1995

Reprezentacja Czechosłowacji
- Brązowy medal igrzyskach olimpijskich: 1992
- Brązowy medal mistrzostw świata: 1989, 1990, 1992
- Brązowy medal mistrzostw świata juniorów: 1984

Reprezentacja Czech
- Brązowy medal mistrzostw świata: 1993

### Indywidualne
- Hokeista sezonu czeskiej ekstraligi: 2002, 2006
- Najlepszy bramkarz ekstraligi czeskiej: 2000, 2006
- Hokeista fazy play-off ekstraligi czechosłowackiej: 1990
- Hokeista fazy play-off ekstraligi czeskiej: 2000, 2006
- Trofeum Urpo Ylönena: 1992
- Najlepszy bramkarz mistrzostw świata: 1993
- Drużyna gwiazd ekstraligi czechosłowackiej: 1991
- Drużyna gwiazd SM-liigi: 1992, 1993
- Drużyna gwiazd mistrzostw świata: 1993
- Drużyna gwiazd Europejskiej Hokejowej Ligi: 2000
- Drużyna dublerów mistrzostw świata: 1992
- Najniższa średnia wpuszczonych bramek na mecz ekstraligi czeskiej: 2000, 2002
- Najniższa średnia wpuszczonych bramek na mecz w fazie play-off ekstraligi czeskiej: 2000, 2002, 2003, 2006
- Najwyższy wskaźnik skutecznych interwencji ekstraligi czeskiej: 2002
- Najwyższy wskaźnik skutecznych interwencji w fazie play-off ekstraligi czeskiej: 2000, 2003, 2006
- Interwencja sezonu ekstraligi czeskiej: 2000, 2002

## Działalność po zakończeniu kariery
Petr Bříza po zakończeniu kariery sportowej pozostał w Sparcie Praga jako działacz hokejowy. W latach 2006–2011 był menedżerem generalnym, a od 2015 roku prezesem, a od 2016 właścicielem klubu.
Dnia 19 maja 2016 roku podczas mistrzostw świata 2016 Elity w Moskwie został wybrany do Rady IIHF – w wyborach pokonał słynnego szwedzkiego hokeistę ligi NHL – Petera Forsberga.

## Kariera polityczna
Petr Bříza w 2010 roku z powodzeniem startował w wyborach do rad gmin z listy Obywatelskiej Partii Demokratycznej w okręgu Praga. W 2014 roku również z powodzeniem startował w wyborach do rad gmin w okręgu Praga, tym razem z listy TOP 09. Natomiast w wyborach do rad gmin 2018 nie startował.